# Gran Premio motociclistico di Cecoslovacchia 1969
Il Gran Premio motociclistico di Cecoslovacchia 1969 fu l'ottavo appuntamento del motomondiale 1969.
Si svolse il 20 luglio 1969 sul circuito di Brno e vide la vittoria di Giacomo Agostini nelle classi 500 e 350, di Renzo Pasolini nella Classe 250, di Dave Simmonds nella Classe 125 e di Paul Lodewijkx nella Classe 50.
Durante la gara della 350, František Boček si scontra con János Drapál e Herbert Denzler. Tutti finiscono in ospedale a Brno, con Boček che muore a causa di un grave trauma cranico subito a seguito dell'urto del pilota contro un muro.

## Classe 500

### Arrivati al traguardo
| Pos | Pilota             | Moto      | Tempo       | Punti |
| --- | ------------------ | --------- | ----------- | ----- |
| 1   | Giacomo Agostini   | MV Agusta | 1:10:05.700 | 15    |
| 2   | Gyula Marsovszky   | Linto     | +4:14.500   | 12    |
| 3   | Bohumil Staša      | ČZ        | +4:47.000   | 10    |
| 4   | Silvano Bertarelli | Paton     | +5:56.900   | 8     |
| 5   | Dan Shorey         | Seeley    |             | 6     |
| 6   | Walter Scheimann   | Norton    |             | 5     |
| 7   | Billie Nelson      | Paton     |             | 4     |
| 8   | André-Luc Appietto | Paton     |             | 3     |
| 9   | Godfrey Nash       | Norton    |             | 2     |
| 10  | Werner Bergold     | Matchless |             | 1     |
| 11  | Phil O'Brien       | Matchless |             |       |
| 12  | Bosse Granath      | Husqvarna |             |       |
| 13  | René Guilli        | Matchless |             |       |
| 14  | Lasse Johansson    | Hm        |             |       |

### Ritirati
| Pilota               | Moto      | Motivo ritiro |
| -------------------- | --------- | ------------- |
| Jüri Randla          | Vostok    |               |
| Günther Fischer      | Matchless |               |
| Alberto Pagani       | LinTo     |               |
| John Dodds           | LinTo     |               |
| Frantisek Srna       | Jawa      |               |
| Angelo Bergamonti    | Paton     |               |
| Gerhard Heukerott    | Norton    |               |
| Tom Dickie           | Seeley    |               |
| Endel Kiisa          | Vostok    |               |
| Rudolf Bergsleithner | Matchless |               |

## Classe 350

### Arrivati al traguardo
| Pos | Pilota              | Moto      | Tempo | Punti |
| --- | ------------------- | --------- | ----- | ----- |
| 1   | Giacomo Agostini    | MV Agusta |       | 15    |
| 2   | Rodney Gould        | Yamaha    |       | 12    |
| 3   | Silvio Grassetti    | Jawa      |       | 10    |
| 4   | Heinz Rosner        | MZ        |       | 8     |
| 5   | Giuseppe Visenzi    | Yamaha    |       | 6     |
| 6   | Bohumil Staša       | ČZ        |       | 5     |
| 7   | Kelvin Carruthers   | Aermacchi |       | 4     |
| 8   | Martti Pesonen      | Yamaha    |       | 3     |
| 9   | Adolf Ohligschläger | Yamaha    |       | 2     |
| 10  | Ginger Molloy       | Bultaco   |       | 1     |

## Classe 250

### Arrivati al traguardo
| Pos | Pilota            | Moto    | Tempo     | Punti |
| --- | ----------------- | ------- | --------- | ----- |
| 1   | Renzo Pasolini    | Benelli | 50:33.100 | 15    |
| 2   | Rodney Gould      | Yamaha  | +14.100   | 12    |
| 3   | Kelvin Carruthers | Benelli | +37.300   | 10    |
| 4   | Heinz Rosner      | MZ      | +40.600   | 8     |
| 5   | Silvio Grassetti  | Yamaha  | +1:56.900 | 6     |
| 6   | Dieter Braun      | MZ      | +2:05.400 | 5     |
| 7   | Kent Andersson    | Yamaha  | +2:05.900 | 4     |
| 8   | Carlos Giró Vilá  | OSSA    | +2:16.300 | 3     |
| 9   | Lothar John       | Yamaha  | +3:20.000 | 2     |
| 10  | Gordon Keith      | Yamaha  | +3:27.500 | 1     |

## Classe 125

### Arrivati al traguardo
| Pos | Pilota            | Moto      | Tempo     | Punti |
| --- | ----------------- | --------- | --------- | ----- |
| 1   | Dave Simmonds     | Kawasaki  | 48:52.900 | 15    |
| 2   | Dieter Braun      | Suzuki    | +11.100   | 12    |
| 3   | Cees van Dongen   | Suzuki    | +55.300   | 10    |
| 4   | Friedhelm Kohlar  | MZ        | +1:03.300 | 8     |
| 5   | László Szabó      | MZ        | +1:03.700 | 6     |
| 6   | Thomas Heuschkel  | MZ        | +1:32.400 | 5     |
| 7   | Heinz Kriwanek    | Rotax     | +1:53.700 | 4     |
| 8   | Ginger Molloy     | Bultaco   | +2:32.500 | 3     |
| 9   | Kelvin Carruthers | Aermacchi | +2:33.000 | 2     |
| 10  | Eberhard Mahler   | MZ        | +3:07.300 | 1     |

## Classe 50

### Arrivati al traguardo
| Pos | Pilota               | Moto     | Tempo | Punti |
| --- | -------------------- | -------- | ----- | ----- |
| 1   | Paul Lodewijkx       | Jamathi  |       | 15    |
| 2   | Barry Smith          | Derbi    |       | 12    |
| 3   | Ángel Nieto          | Derbi    |       | 10    |
| 4   | Aalt Toersen         | Kreidler |       | 8     |
| 5   | Cees van Dongen      | Kreidler |       | 6     |
| 6   | Martin Mijwaart      | Jamathi  |       | 5     |
| 7   | Gilberto Parlotti    | Tomos    |       | 4     |
| 8   | Jan de Vries         | Kreidler |       | 3     |
| 9   | Adrijan Bernetič     | Tomos    |       | 2     |
| 10  | Janko-Florijan Štefe | Tomos    |       | 1     |